# NXT Stand & Deliver (2023)
NXT Stand & Deliver war eine Wrestling-Veranstaltung der WWE, die auf dem WWE Network und dem Streaming-Portal Peacock ausgestrahlt wurde. Sie fand am 1. April 2023 in der Crypto.com Arena in Los Angeles, Kalifornien, Vereinigte Staaten statt.

## Hintergrund
Im Vorfeld der Veranstaltung wurden sieben Matches angekündigt.
Diese resultierten aus den Storylines, die in den Wochen vor NXT Stand & Deliver bei NXT, der wöchentlich auf dem WWE Network ausgestrahlten Show der Entwicklungs-Liga der WWE gezeigt wurden.

## Ergebnisse
| Matchart                                                      |                                                                 |      |                                                                                           | Zeit  |
| ------------------------------------------------------------- | --------------------------------------------------------------- | ---- | ----------------------------------------------------------------------------------------- | ----- |
| Eight-Person-Tag-Team-Match Pre-Show-Match                    | Tyler Bate und Chase U Andre Chase, Duke Hudson sowie Thea Hail | bes. | Schism Joe Gacy, Rip Fowler, Jagger Reid und Ava Raine                                    | 11:12 |
| Fatal-Six-Way-Ladder-Match um die NXT Women’s Championship    | Indi Hartwell                                                   | bes. | Zoey Stark, Gigi Dolin, Tiffany Stratton, Lyra Valkyrie sowie Roxanne Perez (C)           | 17:02 |
| Triple-Threat-Tag-Team-Match um die NXT Tag Team Championship | Gallus Wolfgang und Mark Coffey (C)                             | bes. | The Creed Brothers Brutus Creed und Julius Creed sowie Tony D’Angelo und Channing Lorenzo | 8:11  |
| Fatal-Five-Way-Match um die NXT North American Championship   | Wes Lee (C)                                                     | bes. | Dragon Lee, Ilja Dragunov, JD McDonagh sowie Axiom                                        | 19:16 |
| Unsacanctioned-Match                                          | Johnny Gargano                                                  | bes. | Grayson Waller                                                                            | 19:35 |
| Tag-Team-Match um die NXT Women’s Tag Team Championship       | Isla Dawn und Alba Fyre                                         | bes. | Kiana James und Fallon Henley (C)                                                         | 8:41  |
| Singles-Match um die NXT Championship                         | Carmelo Hayes                                                   | bes. | Bron Breakker (C)                                                                         | 14:51 |

| Funktion      | Name            |
| ------------- | --------------- |
| Kommentatoren | Booker T        |
| Kommentatoren | Vic Joseph      |
| Pre-Show      | Dave LaGreca    |
| Pre-Show      | Peter Rosenberg |
| Pre-Show      | Booker T        |
| Pre-Show      | Vic Joseph      |
| Pre-Show      | David Shoemaker |
| Pre-Show      | Kaz Famuyide    |